# Centro Israelita do Paraná

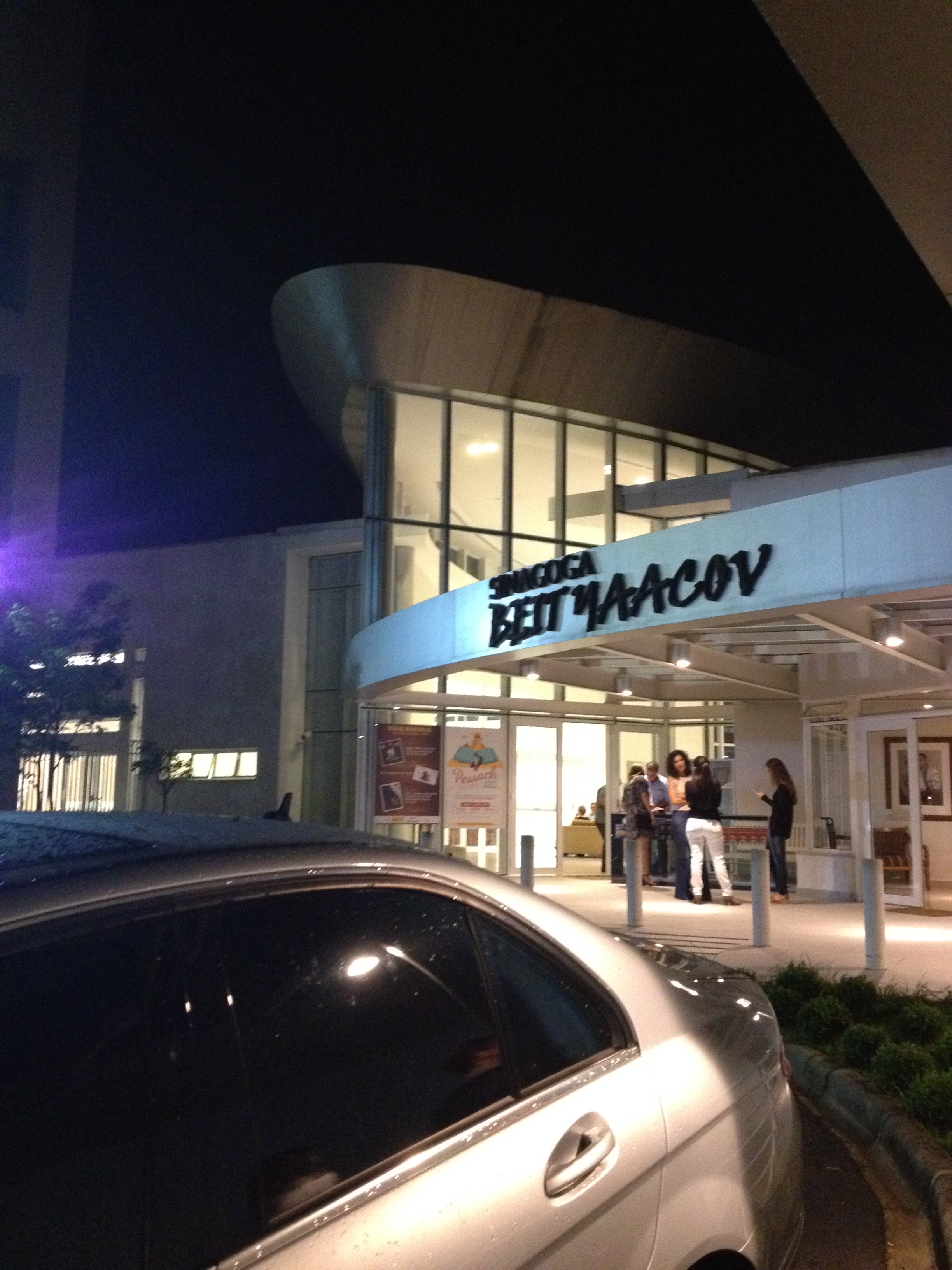

O Centro Israelita do Paraná (em em inglês:  Israelite Center of Parana) é o principal local de encontro de judeus na cidade de Curitiba, Brasil.

## História
O primeiro judeu a chegar em Curitiba foi José Flaks, que em 1889 chegou com sua esposa Roni e os filhos Michael e Frederick. Logo em seguida veio Max Rosenman. Ambos eram originários da Galiza e se estabeleceram na área de Curitiba conhecida como Barigui. A família Flaks era reconhecida por seu traje tradicional ortodoxo . Max Rosenman hospedou serviços religiosos e até a fabricação de matzot para a Páscoa. Em 1913, a capital do Paraná tinha cerca de 12 famílias e mais de 20 homens solteiros. Em 27 de julho de 1913, por iniciativa de Julius Stolzenberg, Bernard Schulman, Leo e Jacob Charatz Mandelman, foi decidido que fundaria a União Israelita do Paraná, para atender às necessidades culturais e religiosas da comunidade.
Hoje, a comunidade é uma das maiores do sul do Brasil. Possui um movimento juvenil sionista ativo em Habonim Dror e em muitos outros departamentos. Um boletim informativo de eventos da comunidade chamado Oi Kehilá (em inglês: Hi Community) é produzido e enviado por e-mail aos membros da comunidade. Em 2009, a comunidade contratou o rabino argentino Pablo Berman, anteriormente o rabino da Comunidade Israelense de El Salvador.

## Instalações

### Escola Israelita Brasileira Salomão Guelmann
Alojada no complexo do centro judaico, encontra-se a escola judaica em homenagem a Salomão Guelmann, que construiu e doou a escola para a comunidade em 1921, para servir de base à educação das crianças judias de Curitiba.